# Agathia distributa
Agathia distributa là một loài bướm đêm trong họ Geometridae.